# أويفيند إلينجسن
أويفيند إلينجسن (بالنرويجية البوكمول: Øyvind Ellingsen)‏ هو طبيب وبروفيسور نرويجي، ولد في 1952.